# Lene Westgaard-Halle

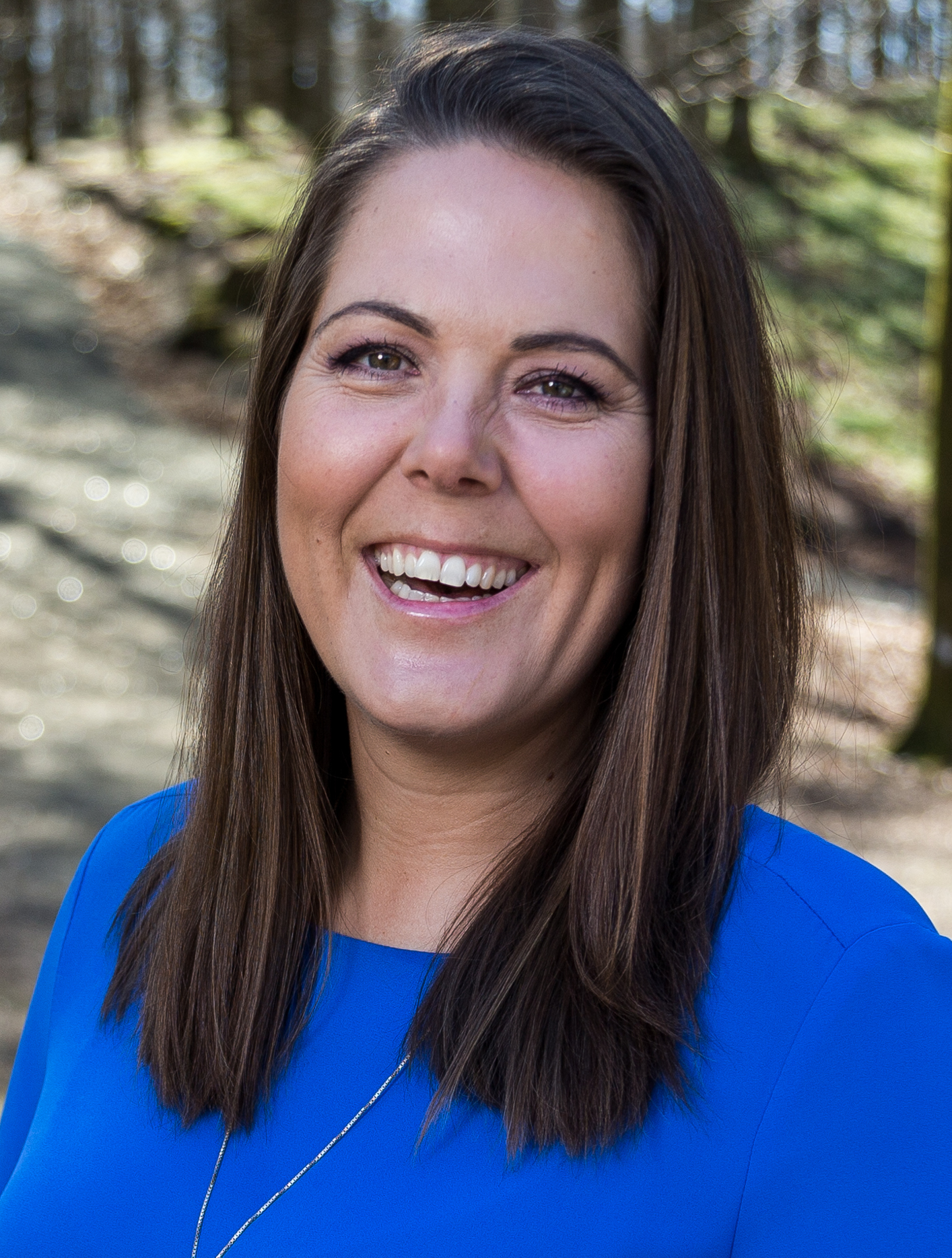
Lene Westgaard-Halle, 2017

Lene Camilla Westgaard-Halle (* 4. Juli 1979 in Oslo) ist eine norwegische Politikerin der konservativen Partei Høyre. Seit 2017 ist sie Abgeordnete im Storting.

## Leben
Westgaard-Halle studierte von 2003 bis 2007 Staatswissenschaft an der Universität Oslo. Anschließend arbeitete sie von 2007 bis 2010 als Kommunikationsberaterin. In der Zeit zwischen 2010 und 2014 fungierte sie als politische Beraterin der Høyre-Fraktion im norwegischen Nationalparlament, dem Storting. In den Jahren von 2014 bis 2017 war sie schließlich Leiterin der Finanzabteilung bei der Umweltstiftung Zero Emission Resource Organisation (ZERO).
Kommunalpolitisch engagiert war Westgaard-Halle unter anderem als Stadträtin in Drammen von 2003 bis 2011. Anschließend war sie bis 2015 Mitglied im Kommunalparlament von Larvik. In der Zeit von 2007 bis 2011 war sie Abgeordnete im Fylkesting von Buskerud sowie von 2011 bis 2019 im Fylkesting von Vestfold. Westgaard-Halle fungierte von 2015 bis 2017 in Vestfold als Høyre-Vorsitzende.
Bei der Parlamentswahl 2017 zog sie erstmals in das Storting ein, wo sie den Wahlkreis Vestfold repräsentiert und zunächst Mitglied im Energie- und Umweltausschuss wurde. Westgaard-Halle war zuvor bereits bei der Wahl 2005 angetreten. Dabei wurde sie allerdings Vararepresentantin, also Ersatzabgeordnete. Nach der Stortingswahl 2021 wechselte sie in den Wirtschaftsausschuss. Im April 2024 gab Westgaard-Halle bekannt, dass sie bei der Parlamentswahl 2025 nicht mehr kandidieren werde.